# 香港核心価値
香港核心価値(ほんこんかくしんかち)（英: Core Values of Hong Kong）は、香港社会で広く称賛され、伝承され、貫徹されている価値観および原則を指し、香港市民の集団的な香港居民的身份認同（アイデンティティ）および団結（結束力）の重要な要素の一つである。
2004年に一部の香港中産階級および専門職が「香港核心価値」という語を提唱し、『香港核心価値宣言』という研究を発表した。その後、香港の複数の政府重要官員が異なる見解を示し、大学でも関連する民意調査が行われた。

## 出所
2004年6月7日、約300名の香港の42の異なる専門分野、学術界の人物が新聞にて連署し『香港核心価値宣言』を発表し、香港の核心価値を「自由民主、人権法治、公平公義、和平仁愛、誠実透明国際、多元包容、個人の尊重と専門性の遵守。」と列挙し、社会で「香港核心価値」とは何かが広く議論された。宣言は最近香港の核心価値が衝撃を受け、香港人の追求する目標から遠ざかっていることを指摘し、市民に言論と行動で香港の核心価値を守るよう呼びかけ、香港が「魂を失った殻」となることを防ぐよう訴えた。
発起人である香港城市大学公共及び社会行政学科教授、新力量ネットワーク主席、かつて民主党副主席を務めた張炳良は、当時の政治的争い、人大釈法による0708年双普選否決、維港巨星匯および平機会の解雇事件などが香港核心価値に衝撃を与え、市民に無力感や挫折感を生じさせ、香港の統治の質やビジネス環境を弱体化させ、社会の制度的理性および団結（結束力）を破壊したとして、異なる階層や政党の人々が言論と行動でこれらの核心価値を共に守るよう呼びかけた。彼はこれが香港社会全体に向けられたものであると強調した。彼はまた、あらゆる社会には価値観の体系があり、これが社会結束の重要な基礎であると考え、香港人は「香港を失ってはならない」とし、この「香港」は括弧付きで、地理的な面だけでなく、文化的風貌、生活様式、制度の独特な面を含む香港を指すと述べた。香港基本法四十五条関注組のメンバー梁家傑は、中華人民共和国政府が近年、非常に高圧的かつ横暴に香港事務に介入し、香港に前例のない深刻な分裂を生み、市民は中国政府および香港特別行政区政府（香港政府）双方を信頼していないと述べた。連署者には監督徐克らが含まれる。
同年、牛棚書展も『香港生活価値』を書展のテーマとし、香港の基本的価値観と特質を再考した。

## 政府官員の意見
2012年、当時の香港行政長官梁振英は2012年香港行政長官選挙の勝利宣言において、法治、人権、誠信、廉潔、新聞自由、言論自由、集会自由を核心価値と述べた。
前政務司司長唐英年は2012年初めに「『核心価値を守る』ことこそが最も核心の核心価値だ」と述べている。
前政務司司長張建宗は2019年12月29日に発表したブログ（中: 網誌）で、「法治、人権、自由、司法独立、包容、開放および多元性が香港の核心価値である」と述べた

## 香港市民の意見
多くの香港市民が認める「香港核心価値」には、自由、民主、人権、法治および廉潔などが含まれる。専門分野では、効率性、柔軟性、専門性などの価値観を加える者もいる。核心価値とは香港人が特に重視し、大切にし、保持する価値観を指し、統一的な定義はない。
多くの人は、1997年の香港返還（中: 香港主權移交）以降、香港政府の一連の施政措置が「香港核心価値」と相反し、香港市民が香港社会の「中国化」をより速く進めることを懸念していると考えている。香港と中国大陸の特別性および優位性を守るため、多くの市民が香港核心価値の防衛運動を起こし、香港固有の文化および競争上の優位性を保持しようとしている。
香港市民の「香港精神」に対する考えは時代とともに変化している。1997年前は、多くの香港人が政治への関心や参加が少なかったため、奮闘する「獅子山精神」を主な核心とした。返還後（1997年～現在）は、自由、民主、人権を核心価値としてより多く言及している。ただし、人によって政治的見解により意見が異なる。

## メディアおよび世論調査の意見
香港の主流メディアは、香港の核心価値に以下の要素を含むと考えている：
- 法治
- 人権
- 誠信（中国語版）
- 廉潔
- 報道の自由
- 言論の自由
- 集会の自由

香港中文大学の香港アジア太平洋研究所は2014年10月30日（「雨傘革命」開始後33日目）に電話調査により804名の成人市民を対象とした世論調査報告を発表し、11項目の異なる核心価値に対する同意度を示した：
| 核心価値     | 同意程度 | 最重要 |
| ------------ | -------- | ------ |
| 法治         | 92.7%    | 22.9%  |
| 公正廉潔     | 92.3%    | 15.3%  |
| 追求社會穩定 | 88.2%    | 8.3%   |
| 自由         | 88.1%    | 20.8%  |
| 和平仁愛     | 87.4%    | 5.5%   |
| 保障私人財產 | 86.5%    | 1.9%   |
| 重視家庭責任 | 84.5%    | 0.6%   |
| 民主         | 83.2%    | 11.1%  |
| 多元包容     | 79.8%    | 2.5%   |
| 市場経済     | 76.5%    | 3.5%   |

上記のデータでは差が小さく、最重要とされた核心価値はどれも過半数を超えず、回答者の意識において香港の核心価値は多元的かつ多様であり、単一の圧倒的核心価値ではないことを示している。この状況は香港が中華と西洋を融合し、多元包容を強調する歴史と文化と非常に一致している。
『大公報』は「一国二制度」が香港で最も重要かつ最実質的で、最も貴重な核心価値であると考え、「その他の普遍的価値は特定の歴史的条件や環境の中で初めてその代替不可能な価値が真に示される」と述べている。

## 香港精神
香港精神（英語: Spirit of Hong Kong）、またの名を獅子山下精神（英: Spirit of Lion Rock）とは、香港人の努力、勤勉、自強不息、忍耐強さ、協力し合い、不屈の闘志を指す精神である。これは1970年代香港の香港電台のテレビドラマ『獅子山下 (歌曲)』およびその主題歌に由来し、香港が小さな漁港から国際大都市へと変貌を遂げた伝説の礎となった。

### 政府主要官員の意見
1996年、香港運動員の李麗珊がオリンピックのウインドサーフィン（滑浪風帆）で金メダルを獲得した際、当時の代理総督の曾蔭權は「李麗珊は香港精神を体現している」と述べ、「香港の成功と同様に、我々はどの事柄に対しても非常に専門的で誠実に取り組んでおり、必ずしも常に一番ではないが、常に最初の一人であるわけではない」と指摘した。これは港英政府の最高責任者による「香港精神」への解釈である。
2002年、香港経済が低迷に陥った際、当時の財政司司長の梁錦松は、香港政府財政予算案の発表後に、広く知られる『獅子山下 (歌曲)』の歌詞「共に舟を漕ぎ区別を捨てて協力し合おう」、「互いの心の矛盾を解き、共に理想を追いかけよう」、「困難な努力で不滅の香江の名句を書き残そう」を引用し、社会に逆境を共に乗り越えるよう呼びかけ、香港の人々に再び繁栄を共に創るよう激励した。

### 批評
香港浸会大学宗教哲学系副教授の黄国鉅は、香港を代表するという「獅子山精神」は1980〜90年代に政府が強調したものであり、「言葉を換えれば、黙々と働き一つ一つを耐え忍ぶことだが、実際には逆らえずに耐えることを意味する。この精神のもとでは、人々は政治的災難の背後の原因を問わず、戦争や暴動も天災のように扱われる。この精神のもとでは全てが非政治的である」と指摘している

### 部分代表人物
香港伝媒により広く報道されている香港精神または獅子山下精神の代表的人物：
- 運動選手・李麗珊：李麗珊は2019年に香港賽馬会の刊行物『駿歩人生』のインタビューで「香港精神とは忍耐強く働き、挑戦を受け入れることだ」と語った。[16]

- 商人・王維基（中国語版）：香港の商人王維基（中国語版）は獅子山下精神の代表者であり、家族の支援がない状態で、1990年代の機会に満ちた香港で徐々に突破口を開き、成功を収めて自らの商業王国を築いたと述べている。[17]

- 商人・李嘉誠：幼少期に家族と共に内地から香港に移住した李嘉誠は、挑戦に勇敢に立ち向かい、努力と機遇により大きな成功を収めた。[18]

### 香港政府「家は香港」運動テーマ曲
『同舟之情』は郭偉亮が編曲し、陳詠謙が作詞し、『獅子山下 (歌曲)』を新たに編曲し新曲・新詞で作成されたもので、「家は香港」運動のテーマ曲として、歌手の張学友と陳奕迅が主唱している。

### 非公式の香港代表曲
以下の香港広東語流行音楽は、一般に非公式の香港代表曲として広く称賛されている：
- 『獅子山下 (歌曲)（中国語版）』、羅文主唱
- 『海闊天空 (Beyond歌曲)（中国語版）』、Beyond主唱
- 『東方之珠』、甄妮主唱
- 『奮斗』、甄妮主唱
- 『洋紫荊（中国語版）』、許冠傑主唱。1983年は中英交渉（中国語版）の時期であり、香港の将来が不透明となり、市場には信頼危機が生じ、多くの市民が物資を買い占め、銀行から現金を引き出した。9月には1ドル＝9.7香港ドルの為替レートの過去最低を記録した。この不安な時期に、許冠傑は同年末に発売したアルバム『新的開始（中国語版）』で、自ら作曲・作詞したこの曲を発表し、香港の人々が心を一つにして危機を乗り越え、香港の明日が楽園となることを願った。
- 『鉄塔凌雲（中国語版）』、許冠傑主唱

### その他関連
- 上海都市精神（中国語版）、北京精神（中国語版）、洋山精神（中国語版）
- 普遍的価値（中国語版）、価値観外交